# Alfons Erlicki
Alfons Erlicki herbu Jastrzębiec (ros. Альфонс Феликсович Эрлицкий, ur. 23 grudnia 1846 w Marymoncie, zm. 20 listopada 1902 w Sankt Petersburgu) – polski i rosyjski lekarz psychiatra.

## Życiorys
Syn Feliksa (zm. 1883) i Antoniny z Sutkowskich. Ukończył gimnazjum w Warszawie w 1862 roku, następnie studiował na wydziale inżynierii cywilnej Instytutu Politechnicznego w Puławach, po zamknięciu instytutu w 1863 roku przeniósł się na wydział lekarski Szkoły Głównej. Po uzyskaniu dyplomu w 1868 roku praktykował w Wyszkowie, Turku, Częstochowie, w 1877 roku przeniósł się na Akademię Medyko-Chirurgiczną w Sankt Petersburgu. W 1878 roku powołany do wojska, służył jako lekarz wojskowy na froncie bułgarskim. Po wojnie został asystentem w klinice psychiatrycznej w Petersburgu u Jana Mierzejewskiego. W 1880 roku uzyskał stopień doktora medycyny. W tym samym roku został ordynatorem w klinice Mierzejewskiego, od 1882 docent na Akademii Medyko-Chirurgicznej. Pochowany został na cmentarzu katolickim w dzielnicy wyborskiej Sankt Petersburga.

## Wybrane prace
- Sur les moyens de durcir et de colorer les tissus des centres nerveux. Progrès médical 5, 739, 1877
- Измѣненія в спинном мозгу ампутированных собак: диссертація на степень доктора медицины. Русская скоропечатня (В. К. Нахимовой), 1879
- Mélanose de la moelle épinière dans la paralysie progressive. Archives de Physiologie Normale et Pathologique 8, 343–371, 1881
- Rzut oka na pierwotne obłąkanie (1882)
- Kilka rysów z symptomatologii obłąkania epileptycznego. Gazeta Lekarska 17, 1882
- О причинах душевных болѣзней: публичная лекція. Изд. К. Л. Риккера, 1892
- Idee niedorzeczne chorych umysłowo (1893)
- Клинические лекции по душевным болезням. Санкт-Петербург: Издание Н. П. Петрова, 1896
- A. Erlicki, Rybalkin. Ueber Arseniklähmung. „Archiv für Psychiatrie und Nervenkrankheiten”. 23 (3), s. 861–895, 1892. DOI: 10.1007/BF01846111.
- A. Erlicki, J. Rybalkin. Zur Frage über die combinirten Systemerkrankungen des Rückenmarks. „Archiv für Psychiatrie und Nervenkrankheiten”. 17 (3), s. 693–716, 1886. DOI: 10.1007/BF02207462.
- Wykłady kliniczne o chorobach umysłowych. Warszawa: Wende, 1897